# Glomeris plumbea
Glomeris plumbea är en mångfotingart som först beskrevs av Olivier 1792.  Glomeris plumbea ingår i släktet Glomeris och familjen klotdubbelfotingar. Inga underarter finns listade i Catalogue of Life.